# Bataille d'Éphèse
Guerres médiques
La bataille d’Ephèse est un combat survenu sur les hauteurs d’Éphèse, au printemps -498, lors de la révolte de l'Ionie, entre le satrape perse Artapherne et le général érétrien, Eualcide (en).

## Déroulement
Hérodote relate que quand les Perses, qui se préparaient à assiéger la ville de Milet apprirent que Charopinos, le frère d’Aristagoras, avait organisé, avec l’aide du contingent athénien, une diversion et ravagé Sardes, l’ancienne capitale de Crésus devenu le siège d’une satrapie, ils se réunirent pour voler au secours d’Artapherne. Découvrant, à leur arrivée à Sardes, que les Grecs venaient de la quitter, ils se lancèrent à leur poursuite. Le satrape Artapherne les intercepte sur les hauteurs d’Éphèse. Forcés de se retourner, les Grecs se préparèrent au combat. Holland suggère que les forces perses consistaient essentiellement en cavalerie, d’où leur capacité à rattraper  les Grecs. La cavalerie perse typique de l’époque était probablement une cavalerie dont la tactique consistait à épuiser un ennemi statique en le harcelant avec une volée d’escarmouches successives. 
Fatigués et démoralisés, les Grecs, qui ne faisaient pas le poids devant les Perses, furent complètement mis en déroute dans la bataille qui s’ensuivit,. Beaucoup furent tués, dont le général Eualcide lui-même. Les Ioniens survivants se réfugièrent dans leurs villes respectives, tandis que les Athéniens et les Érétriens restants réussissaient à revenir à leurs navires pour faire voile vers la Grèce,.